# Clambus pubescens
Clambus pubescens là một loài bọ cánh cứng trong họ Clambidae. Loài này được Redtenbacher miêu tả khoa học đầu tiên năm 1849.